# クリフトン・ジェームズ
クリフトン・ジェームズ（George Clifton James、1920年5月29日 - 2017年4月15日）は、アメリカ合衆国の俳優。
ワシントン州スポケーン出身。第二次世界大戦中は軍に入隊して太平洋戦線に参戦、戦後に除隊してオレゴン大学に入学して演劇を学び、卒業後にニューヨークのアクターズ・スタジオに学ぶ。
映画・テレビドラマとも脇役、特に保安官役を演じることが多く、特に『007 死ぬのは奴らだ』と『007 黄金銃を持つ男』の道化役的なペッパー保安官役で知られた。
2017年4月15日、96歳で死去。

## 主な出演作品

### 映画
- The Strange One (1957)
- 第三独房・地獄の待合室 The Last Mile (1959)
- 傷だらけの愛 Something Wild (1961)
- 追跡 Experiment in Terror (1962)
- リサの瞳のなかに David and Lisa (1962)
- ガンファイトへの招待 Invitation to a Gunfighter (1964)
- 逃亡地帯 The Chase (1966)
- 真昼の衝動 The Happening (1967)
- 暴力脱獄 Cool Hand Luke (1967)
- ウィル・ペニー Will Penny (1967)
- 華麗なる週末 The Reivers (1969)
- …チック…チック…チック ...tick...tick...tick... (1970)
- WUSA WUSA (1970)
- センチュリアン The New Centurions (1972)
- おたずね者キッド・ブルー/ 逃亡! 列車強盗 Kid Blue (1973)
- 007 死ぬのは奴らだ Live And Let Die (1973)
- ワシントンの狼男 The Werewolf of Washington (1973)
- 氷人来たる The Iceman Cometh (1973)
- さらば冬のかもめ The Last Detail (1973)
- マシンガン・パニック The Laughing Policeman (1973)
- 悪の天才たち・銀行略奪大作戦 Bank Shot (1974)
- Buster and Billie (1974)
- ジャガーノート Juggernaut (1974)
- 007 黄金銃を持つ男 The Man with the Golden Gun (1974)
- 荒野にさすらう若者たち Rancho Deluxe (1975)
- パニック・イン・テキサスタワー The Deadly Tower (1975) テレビ映画
- クレージーボーイ/香港より愛をこめて Bons baisers de Hong Kong (1975)
- 大陸横断超特急 Silver Streak (1976)
- がんばれ!ベアーズ 特訓中 The Bad News Bears in Breaking Training (1977)
- 太陽のエトランゼ Caboblanco (1980)
- ガイアナ人民寺院の惨劇 Guyana Tragedy: The Story of Jim Jones (1980) テレビ映画
- スーパーマンII Superman II (1980)
- キッド・カンパニー Kidco (1984)
- 大惨事世界大戦 Whoops Apocalypse (1986)
- Where Are the Children? (1986)
- アンタッチャブル The Untouchables (1987) クレジットなし
- エイトメン・アウト Eight Men Out (1988)
- シー・デビル She-Devil (1989) クレジットなし
- 虚栄のかがり火 The Bonfire of the Vanities (1990)
- 怒りを我らに The Vernon Johns Story (1994) テレビ映画
- 真実の囁き Lone Star (1996)
- ダイヴ Interstate 84 (2000)
- サンシャイン・ステイト Sunshine State (2002)
- Raising Flagg (2006)

### テレビドラマ
- ガンスモーク Gunsmoke (1958-1970)
- 裸の町 Naked City (1959-1960)
- ボナンザ Bonanza (1968, 1971)
- キャプテンたちと王様たち Captains and the Kings (1976) ミニシリーズ
- Dr.トラッパー Trapper John, M.D. (1979-1982)
- 特攻野郎Aチーム The A-Team (1983)
- ダラス Dallas (1990)